# Budo Sento Championship
Budo Sento Championship (BSC), también conocida como Budo SC, es una organización de artes marciales mixtas con sede en México fundada en 2020. Budo SC no solo organiza peleas de MMA, sino también de submission grappling y muay thai.

## Historia
Budo Sento Championship fue fundada por el empresario y abogado Iván Macías en 2020, como una oportunidad de expandir más el crecimiento del MMA mexicano. Macías dijo en una entrevista que la idea se dio tras el incremento del ocio a raíz de la pandemia de COVID-19 en el país.
El 14 de noviembre de 2020 fue la fecha del evento inaugural, BSC Volume 1, cuya pelear estelar era el brasileño Wilson Reis contra el mexicano Carlos Briseño en el Foro Radi de la Ciudad de México. Reis dominó gran parte del duelo para así llevarse la victoria por sumisión en el segundo asalto.

## Reglas

### Resultados de un combate
Los combates pueden terminar a través de:
- Sumisión: un peleador palmea la alfombra o a su oponente, expresa verbalmente, o claramente comunica estar sufriendo de dolor (por ejemplo al gritar) a un nivel que hace que el árbitro detenga la pelea.
- KO: un peleador entra en un estado de inconsciencia.
- KO Técnico (TKO): Si el árbitro decide que un peleador no puede continuar, la pelea se declara como un nocaut técnico (TKO).
- Decisión de los jueces: En función de puntuación, un combate puede terminar como:

1. Decisión unánime (los tres jueces votan al mismo peleador).
2. Decisión mayoritaria (dos jueces votan una victoria para un peleador, el tercero vota empate).
3. Decisión dividida (dos jueces votan una victoria para un peleador, el tercero opta por el otro peleador).
4. Empate unánime (los tres jueces votan un empate).
5. Empate mayoritario (dos jueces votan por un empate, el tercer juez vota por una victoria).
6. Empate dividido (un juez vota victoria para un peleador, el segundo vota por una victoria para el otro peleador, y el tercero vota un empate).
7. Empate técnico (el combate finaliza de una manera similar a la de una (decisión técnica), con el resultado de los jueces resulta en un empate).

Los combates también pueden acabar en decisión técnica, empate técnico, descalificación, retiro o sin resultado.

## Campeones actuales
| División            | Peso            | Campeón                | Desde el                          | Defensas del título |
| ------------------- | --------------- | ---------------------- | --------------------------------- | ------------------- |
| Peso pesado         | 120 kg (264 lb) | Hugo Lezama            | 11 de agosto de 2023 (BSC 16)     | 1                   |
| Peso semipesado     | 93 kg (205 lb)  | Jorge González Villa   | 9 de septiembre de 2022 (BSC 10)  | 0                   |
| Peso wélter         | 77 kg (169 lb)  | Daniel Sánchez Vázquez | 1 de agosto de 2025 (BSC 30)      | 0                   |
| Peso ligero         | 71 kg (156 lb)  | Vacante                | —                                 | —                   |
| Peso pluma          | 66 kg (145 lb)  | Allan Ruíz             | 17 de febrero de 2023 (BSC 13)    | 0                   |
| Peso gallo          | 61 kg (134 lb)  | Víctor Madrigal        | 8 de julio de 2022 (BSC Vol. 9)   | 1                   |
| Peso mosca          | 57 kg (125 lb)  | Cristian Torres        | 28 de junio de 2024 (BSC 23)      | 0                   |
| Peso gallo femenino | 61 kg (134 lb)  | Regina Tarin           | 27 de septiembre de 2024 (BSC 25) | 0                   |
| Peso mosca femenino | 57 kg (125 lb)  | Alejandra Lara         | 2 de agosto de 2024 (BSC 24)      | 0                   |
| Peso paja femenino  | 52 kg (114 lb)  | Silvana Gómez Juárez   | 30 de mayo de 2025 (BSC 29)       | 0                   |